# Districte de Moçambique
Districte de Moçambique o de Moçambic (portuguès: Distrito de Moçambique) fou el nom d'un districte de la colònia de Moçambic i després de la província portuguesa de Moçambic. El districte s'origina amb l'illa de Moçambic i altres establiments costaners d'Àfrica, separats de l'Índia Portuguesa el 1762. Fins al segle xix abraçava totes les possessions portugueses a l'Àfrica oriental que van agafar el nom de Moçambic per la seva capital, Ilha de Moçambique.
A finals del segle xix (vers 1885-1895) es van crear els diversos districtes de la colònia, i la resta dels territoris foren assignades a l'administració de companyies comercials. El districte tenia com a capital a Ilha de Moçambique que ho era també de tota la colònia fins que va passar a Lourenço Marques el 1898. Les emissions de segells de Moçambic de 1895 a 1918 correspondrien més probablement a aquest territori (districte) que a tota la colònia.
En una data indeterminada probablement entorn del 1940, es va canviar de nom a Nampula; el bisbat de Nampula es va crear el 4 de setembre del 1940; amb aquest nom, Nampula, el districte apareix en un mapa del 1947; el 1956 la colònia de Moçambic fou convertida en província portuguesa d'ultramar i el districte de Nampula va recuperar en aquell moment o poc després (abans de 1963) el seu nom de Moçambique, que va conservar probablement fins a la independència el 25 de juny de 1975 (encara el tenia el 1970) o en dates properes abans o després, quan va recuperar el nom de Nampula que abans havia portat i era el de la seva capital establerta feia uns anys.